# مزار خواجه مجد ماضی
مزار خواجه مجد ماضی مربوط به سدهٔ ۹ ه.ق است و در شهرستان خواف، بخش سنگان، روستای نیازآباد واقع شده و این اثر در تاریخ ۱۲ بهمن ۱۳۸۱ با شمارهٔ ثبت ۷۴۸۶ به‌عنوان یکی از آثار ملی ایران به ثبت رسیده است.